# Hieronym Raaser
Hieronym Raaser, počeštěně Jeroným Raaser byl německý františkán náležící do české františkánské provincie sv. Václava činný v polovině 18. století. Ze skromných známých biografických údajů o něm můžeme odvodit jen, že působil v opavském konventu františkánů u Sv. Barbory, záhy poté zrušeném během josefínských reforem. Byl vysvěcen na kněze a jako takový jistě aktivně pastoračně působil mezi věřícím lidem.
Hieronym Raaser byl autorem populární lidové duchovní příručky Geistlicher Denck-Pfenning. Na titulních listech knihy chtěl bratr Hieronym zůstat v anonymitě používajíc formulace „od jednoho z menších bratří, ještě menšího kněze reformované české provincie františkánů“, jeho autorství je však jasně uvedeno hned na následujícím potvrzení o prozkoumání díla františkánskými teology a schválení řádového představeného (českého provinciála) k vytištění. Popularitu tohoto nevelkého díla (cca 50 stran osmerkového formátu) obsahujícího dle titulu duchovní myšlenky k rozjímání na každý den, dokládá jeho opakované vytištění v průběhu prvního čtvrtstoletí. Dochování exempláře z prvního vydání z roku 1744 se nepodařilo ověřit, jsme o něm však informování v řádovém schválení druhého vydání, kde se ve svém svolení k vytištění provinciál Benvenut Peter odvolává na starší schválení svého předchůdce Severina Vrbčanského z roku 1744. Podruhé se „duchovní pamětní groš“ objevil v roce 1754, kdy jej v Opavě vytiskl místní tiskař Johann Wentzl Schindler. Poslední známé a podle titulní stany třetí vydání je o patnáct let mladší a vyšlo roku 1769 z téže opavské knihtiskárny tehdy vlastněné Magdalenou Schindlerovou (faktor Joseph Gabriel).